# Il leone del deserto
Il leone del deserto (in arabo أسد الصحراء‎?, Asad al-ṣaḥrāʾ) è un film del 1980 diretto da Mustafa Akkad.
Film storico basato sulla vita del condottiero senussita libico Omar al-Mukhtar, che si batté opponendosi alla riconquista della Libia da parte del Regio Esercito italiano, il film è stato censurato impedendone la distribuzione in Italia, in quanto ritenuto "lesivo all'onore dell'esercito italiano", dove è stato trasmesso in televisione solo una volta, su Sky nel 2009 e mai trasmesso dalla RAI. Nel settembre 2024 su iniziativa della ONG Un Ponte Per è stato ottenuto il visto ministeriale liberando il film dalla censura dopo 44 anni.

## Trama
È il 1929 e il capo del governo italiano Benito Mussolini deve confrontarsi con la ventennale guerriglia intrapresa dai locali arabi e berberi di Libia che si battono contro il colonialismo italiano e le sue rivendicazioni di una "quarta sponda", a simboleggiare un rinato Impero Romano sul suolo d'Africa. L'Italia aveva occupato la regione, che era parte dell'Impero ottomano, nel 1911-1912, sconfiggendo i turchi ottomani. Il successo iniziale però si trasforma in una lunga guerra contro l'inaspettata resistenza libica su cui per anni non si arriva a conseguire una vittoria definitiva.
Mussolini nominò sesto governatore di Libia, successore di Pietro Badoglio, il generale Rodolfo Graziani, sicuro che un militare di tale credito avrebbe saputo schiacciare la ribellione e ristabilire la pace e la sicurezza dei coloni italiani, in gran parte provenienti dalle regioni povere del Sud Italia, dal Veneto e dall'Emilia. Seguendo una strategia precisa dettata da Badoglio, Graziani deporta popolazioni di pastori seminomadi, fa distruggere il loro bestiame e, per impedire rifornimenti dall'Egitto, fa costruire un reticolato di 270 km di filo spinato lungo il confine, costantemente presidiato dalle truppe italiane. Organizza campi di concentramento dove regnano denutrizione, stenti, epidemie e soffoca nel sangue la ribellione.
L'idea era di fiaccare l'opposizione dei ribelli libici coinvolgendo nella repressione l'intera popolazione che forniva assistenza, visto che la sola opzione militare si era dimostrata insufficiente. A ispirare e guidare la resistenza dei guerriglieri è Omar al-Mukhtar: insegnante di professione e guerrigliero per dovere, Omar al-Mukhtar si è votato ad una lotta che non potrà vedere vinta nel corso della propria vita. La guerra iniziata ad ovest si sposta lentamente verso est e si scontra con la resistenza della confraternita Senussita cui apparteneva Omar al-Mukhtar. Omar al-Mukhtar e i suoi uomini si avvalevano di armi obsolete. Graziani controlla il Nordafrica con la forza dell'esercito italiano, aeroplani e carri armati sono impiegati per la prima volta nel deserto.
Una dotazione primitiva non può reggere il confronto con le armi moderne e, malgrado il loro valore i libici subiscono pesanti perdite e atroci efferatezze da parte delle camicie nere. Il coraggio e l'eroismo dei pochi ma veloci cavalieri berberi e arabi armati di fucili, contro le truppe italiane regolari e indigene (zaptié, savari e àscari) e i non molto numerosi benché letali blindati e mezzi corazzati del Regio Esercito, a lungo impediscono il conseguimento di una vittoria completa agli Italiani, i quali si vedono così impegnati in una guerriglia che finirà solo con la cattura e l'esecuzione del settantatreenne Omar al-Mukhtar.
Omar al-Mukhtar mostra il suo lato umano, rifiutandosi di uccidere un giovane ufficiale superstite di un agguato, riconsegnandogli anche la bandiera italiana catturata in combattimento poiché secondo lui nell'Islam non si uccidono i soldati prigionieri, ma si lotta solo per la propria patria e solo se mossi dalla necessità; altrimenti si deve odiare la guerra. Il tenente sarà poi ucciso alle spalle e a tradimento da un altro ufficiale italiano, appartenente alla milizia fascista. Al-Mukhtar viene catturato dalle truppe italiane, sommariamente processato e impiccato pubblicamente.

## Produzione
Il film venne girato a Hollywood, a Roma e Latina (si intravedono della città la Casa del Combattente e la Cattedrale di san Marco) e in Libia, nel deserto e nel Fezzan. La pellicola fu parzialmente finanziata con 35 milioni di dollari da Muʿammar Gheddafi, il quale chiese l'inclusione di una scena storicamente inesatta che mettesse in cattiva luce i Senussi, in modo da separare la figura di al-Mukhtar, suo riferimento ideale, da quella di re Idris I, capo dei Senussi e cacciato dalla rivolta di Gheddafi. Il leone del deserto è stato ripetutamente trasmesso dalla televisione libica.
Benito Mussolini è interpretato per la seconda volta dall'attore Rod Steiger (già interprete del personaggio in Mussolini ultimo atto di Carlo Lizzani).

## Distribuzione

### Censura in Italia
Le autorità italiane hanno vietato la proiezione del film nel 1982 perché, nelle parole del presidente del consiglio Giulio Andreotti, «danneggia l'onore dell'esercito». Il veto fu posto dall'allora sottosegretario agli Affari Esteri Raffaele Costa.
Fu anche intentato un procedimento contro il film per "vilipendio delle Forze Armate". La pellicola non fu mai distribuita nel Paese, dove resta tuttora praticamente introvabile nelle videoteche, anche se più facilmente reperibile tramite Internet. Nel 1987 fu bloccata la proiezione dalla DIGOS in un cinema di Trento, ci fu così un processo che si concluse però con un nulla di fatto. L'anno seguente venne proiettato semi-ufficialmente nel festival di Riminicinema a Rimini. In seguito è stato proiettato non ufficialmente in altri festival senza alcuna interferenza da parte delle autorità. Bettino Craxi promise di mandarlo in onda sulla RAI, ma la promessa non fu mantenuta.
In occasione della sua prima visita ufficiale in Italia, il 10 giugno 2009, il leader libico Muʿammar Gheddafi si presentò all'aeroporto italiano di Ciampino con appuntata al petto la fotografia che ritraeva l'arresto di al-Mukhtār, accompagnato dall'ormai anziano figlio dell'eroe libico. In quell'occasione, la piattaforma televisiva Sky annunciò la trasmissione del film l'11 giugno, replicandolo più volte, ponendo così fine a un caso di censura durato quasi trent'anni.
Il visto censura da parte del Ministero della Cultura è stato rilasciato, dopo 43 anni dall'uscita, nell'agosto 2024 su richiesta della associazione Un Ponte Per che lo sta distribuendo in Italia, permettendo così la sua proiezione pubblica nelle sale.
Le prime proiezioni sono state il 16 febbraio 2024 (peraltro al festival annuale di Verona del cinema africano, organizzato dai comboniani, fu proiettato nel 2003), anniversario dell'impiccagione di Omar Al Muktar, contemporaneamente in 10 città su iniziativa di Un Ponte Per in collaborazione con Anpi, Rete Yekatit 12-19 febbraio, Wilpf Italia nell'ambito delle iniziative per l'istituzione della Giornata della Memoria per le vittime del colonialismo italiano, per portare l'attenzione sulle responsabilità italiane durante il periodo di occupazione coloniale in Libia, Corno d'Africa e Balcani.
Il 21 ottobre 2024 è stato riproiettato al Cinema Arsenale di Pisa e con il patrocinio della Biblioteca Franco Serantini e l'Associazione di Cooperazione Nord-Sud “Il Chicco di Senape”, preceduta da un intervento introduttivo di Renata Pepicelli, docente di Storia dei Paesi islamici al Dipartimento di Civiltà e Forme del Sapere.

## Accoglienza

### Critica
Lo storico inglese Denis Mack Smith ha scritto sulla rivista Cinema nuovo: "Mai prima di questo film, gli orrori ma anche la nobiltà della guerriglia sono stati espressi in modo così memorabile, in scene di battaglia così impressionanti; mai l'ingiustizia del colonialismo è stata denunciata con tanto vigore... chi giudica questo film col criterio dell'attendibilità storica, non può non ammirare l'ampiezza della ricerca che ha sovrinteso alla ricostruzione".